# Jan Ligoń
Jan Ligoń (ur. 27 grudnia 1851 w Królewskiej Hucie, obecnie Chorzów zm. 19 września 1917 w Bytomiu) – górnośląski pisarz, poeta działacz społeczno-kulturalny. Syn Juliusza Ligonia. Brat Adolfa Ligonia. Ojciec Stanisława Ligonia.

## Życiorys
Urodził się jako pierworodny syn Juliusza Ligonia, kowala-poety. Po jego urodzeniu rodzina przeniosła się do miejscowości Zawadzkie (powiat strzelecki). Tam wraz z pozostałym rodzeństwem, w tym młodszym bratem Adolfem, ukończył miejscową szkołę ludową. Jako czternastolatek podjął pracę pomocnika w kotłowni, następnie kowala i ślusarza.
W 1870 rodzina przeprowadza się do Królewskiej Huty (obecnie Chorzów), gdzie wraz z ojcem podejmują obaj pracę w hucie. Po wyrzuceniu ojca z pracy przez kilka lat jedyny żywiciel rodziny.
Po trzech latach służby wojskowej w Nysie, angażuje się w działalność kulturalną. Do 1884 bibliotekarz Kółka Towarzyskiego w Królewskiej Hucie (obecnie Chorzów), reżyser i aktor amatorskich przedstawień teatralnych, w tym ok. 30 premierowych. W jego amatorskiej działalności scenicznej brali udział także ojciec Juliusz oraz brat Adolf.
Autor licznych wierszy, pierwszy napisał w 1877 na srebrne wesele rodziców, opublikowano go w „Gazecie Górnośląskiej”. Pięć lat później publikuje kolejne wiersze w tym wydawnictwie, m.in. „Śmierć” (Gazeta Górnośląska nr 64), „Zabobon” (nr 77), „Módl się i pracuj” (nr 78). Jest autorem rękopiśmiennych zbiorów „Diarium” oraz „Dumki z ojczystego kraju”. Większość z nich ma charakter patriotyczny, religijny, moralizatorski, czasem autobiograficzny. Podpisywał je pseudonimem J.L., identycznym z pseudonimem ojca.
W 1884 roku wyrzucony z pracy jako "polski agitator", w poszukiwaniu źródła utrzymania przeniósł się do Pomiarek k. Truskawca, gdzie znalazł pracę jako maszynista przy szybach naftowych. Trzy lata później zatrudnił się w uruchamianej kopalni nafty w Rajsku.
Powrócił na Śląsk w 1889, podjął pracę w kopalni Schlesiengrube (Śląsk) w Chropaczowie, następnie w kopalni „Heintzgrube” (później „Rozbark”) w Bytomiu. Publikował wówczas swoje patriotyczne wiersze w „Gazecie Górnośląskiej” oraz „Katoliku”.

### Ważniejsze wiersze
- "Zabobon"
- "List I. Do mojego Ojca"
- "List II."
- "Świat padołem płaczu"
- "O, mowo polska"
- "Na grobie ojca"